# Stone Bridge Press
Stone Bridge Press, Inc. es una compañía editorial distribuida por Consortium Book Sales & Distribution y fundada en 1989. Los autores publicados incluyen a Donald Richie y Frederik L. Schodt. Stone Bridge publica libros relacionados con Japón, después de haber publicado unos 90 libros en una amplia variedad de temas: anime y manga, caligrafía y origami; guías sobre costumbres, cultura y estética japonesas; libros en idioma japonés, ficción, poesía y no ficción relacionadas con Japón. Recientemente, Stone Bridge ha ampliado sus temas a más de Asia, y también han publicado libros sobre Corea y China.

## Historia
Stone Bridge Press fue fundada en 1989 por Peter Goodman. Diecisiete años después, en 2005, Goodman vendió la prensa al distribuidor japonés de libros Yohan Inc. Poco antes de que Yohan Inc. anunciara su quiebra en julio de 2008, Stone Bridge fue comprado por IBC (Intercultural Book Company), Publishing of Tokyo, una antigua subsidiaria de Yohan. En otoño de 2009, Goodman volvió a adquirir Stone Bridge de IBC.

## Autores publicados
- Jonathan Clements
- Liza Dalby
- Naoki Inose
- Helen McCarthy
- Donald Richie
- Hiroaki Sato
- Frederick L. Schodt

## Notables publicaciones
- The Astro Boy Essays
- The Donald Richie Reader
- Dreamland Japan: Writings on Modern Manga
- The Four Immigrants Manga
- Persona: A Biography of Yukio Mishima